# Roczniki Nauk Rolniczych
Roczniki Nauk Rolniczych – pismo wydawane w Krakowie w latach 1904–1922 (później w Poznaniu), jako organ Polskiego Towarzystwa dla Popierania Nauki Rolnictwa. Redaktorzy naczelni: Emil Godlewski (st.), S. Jentys, W. Lubomirski, W. Klecki, Józef Mikułowski-Pomorski. Pismo poświęcone było problemom produkcji i inżynierii rolnictwa, a także administracji wiejskiej. Do współpracowników pisma należeli: J. Kosiński, A. Krzyżanowski, K. Miczyński, F. Rogoziński.